# Río Guadalefra
El río Guadalefra es un río del centro de la península ibérica perteneciente a la cuenca hidrográfica del Guadiana, que discurre por la provincia de Badajoz (España).

## Curso
La cabecera del Guadalefra está formada por arroyos que descienden mayormente desde las sierra del Pedroso, en el término municipal de Zalamea de la Serena. El río discurre en sentido norte-sur a lo largo de unos 50 km que atraviesan los términos de Esparragosa de la Serena, Malpartida de la Serena, Castuera y Campanario, donde desemboca en el rio Zujar aguas abajo de la presa.